# Atos 16
Atos 16 é o décimo-sexto capítulo dos Atos dos Apóstolos no Novo Testamento da Bíblia. Continua o relato sobre a segunda viagem missionária de Paulo e Silas iniciada no capítulo anterior. Em Listra, Timóteo se junta aos dois.
A partir de Atos 16:10, a narrativa passa a ser feita na primeira pessoa do plural ("nós").

## Manuscritos
Atos 16 foi originalmente escrito em grego koiné e dividido em 40 versículos. Alguns dos manuscritos a conter o texto são:
- Codex Vaticanus (325–350)
- Codex Sinaiticus (330–360)
- Codex Bezae (c. 400)
- Codex Alexandrinus (ca. 400–440)
- Codex Ephraemi Rescriptus (c. 450; versículos 1 a 36)
- Codex Laudianus (ca. 550)

## Estrutura

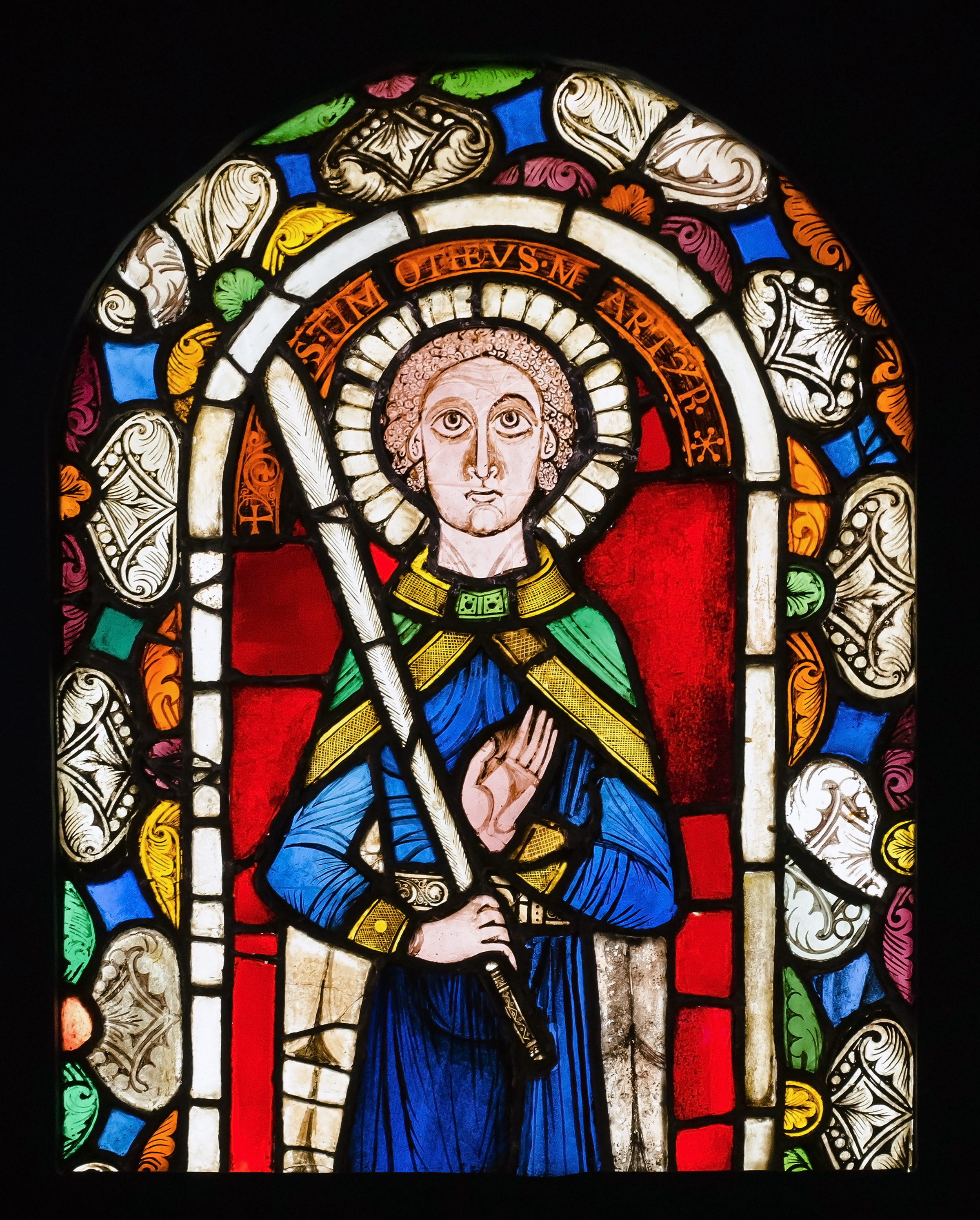
Timóteo, o novo companheiro de Paulo e Silas na segunda viagem missionária.
Séc. XII. Vitral no Musée de Cluny.

### Timóteo e a visão de Paulo
O relato começa (Atos 16:1–5) com Paulo e Silas passando por Derbe e Listra, onde a eles se juntou Timóteo, que era filho de pai grego e, por isso, foi circuncidado. Em todas as cidades que passavam, entregavam as decisões da igreja tomadas em Jerusalém (como o Decreto Apostólico). O grupo viajou por toda a Ásia Menor, passando pela Frígia, Galácia, Mísia, descendo dali para a Trôade. Lá, Paulo teve uma visão de um homem chamando-o a ir para a Macedônia e, concluindo que «Deus nos havia chamado para aí pregarmos o Evangelho» (Atos 16:10), para lá seguiu com os companheiros.

### Macedônia

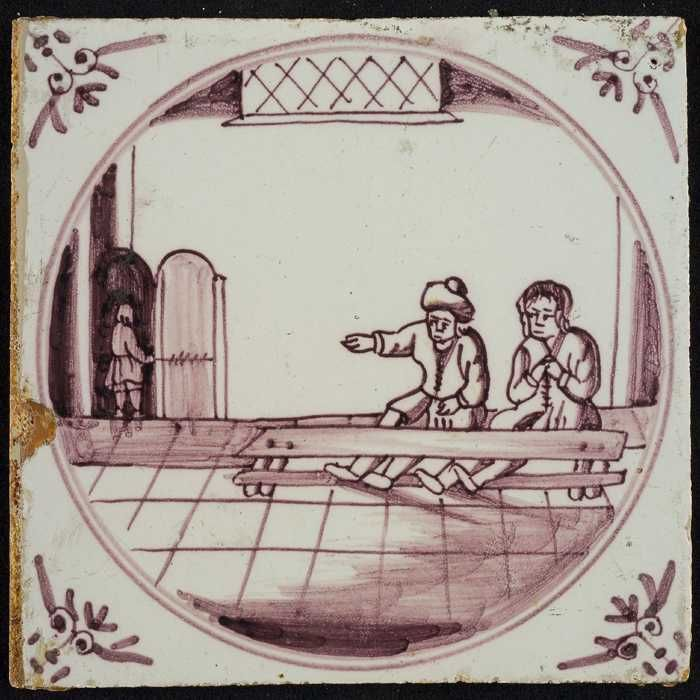
Paulo e Silas presos no tronco, um dos episódios de Atos 16.
Séc. XVIII. Azulejo em Roterdã.

#### Exorcismo e prisão
A partir da Trôade, os missionários passaram pela Samotrácia, Neápolis e finalmente chegaram em Filipos, na Macedônia. Ali conheceram Lídia, uma vendedora de púrpura, e se hospedaram na casa dela depois de a batizarem. Depois de exorcizarem um «espírito adivinhador» (Atos 16:16) de uma moça e enfurecer o seus mestres, que perderam uma boa fonte de renda, Paulo e Silas foram presos, levados perante os pretores da cidade e acusados de perturbar a paz da cidade. Depois que a multidão se revoltou, os dois foram açoitados com varas e aprisionados com os pés presos num tronco (Atos 16:6–24).

#### Libertação e a conversão do carcereiro
Numa noite, um "terremoto" abalou os alicerces da prisão e «se abriram todas as portas e foram soltas as correntes de todos» (Atos 16:26). O carcereiro, desesperado imaginando que todos haviam fugido, ia se suicidar quando Paulo o interrompeu. Atônito, ele perguntou o que poderia fazer para ser salvo, ao que Paulo respondeu:
| “ | «Crê no Senhor Jesus e serás salvo, tu e a tua casa.» (Atos 16:31) | ” |

Na mesma noite, o carcereiro e toda a sua casa foram batizados e os missionários ali se hospedaram. No dia seguinte, os pretores mandaram soltar Paulo e Silas, mas Paulo não quis ser libertado em segredo, pois foi açoitado mesmo sendo cidadão romano, o que era ilegal. Os pretores então foram diretamente até eles, temerosos, e se reconciliaram pedindo-lhes que fossem embora. Os dois foram à casa de Lídia uma vez mais para dar-lhes notícias e partiram.